# Кажу (футболист)
Вандерсон ди Жезус Мартинс (порт. Wanderson de Jesus Martins), более известный как Кажу (порт. Caju; род. 17 июля 1995, Иресе, Баия) — бразильский футболист, левый защитник клуба «Арис».

## Клубная карьера
Кажу — воспитанник клуба «Сантос». В 2014 году после ухода Эмерсона Пальмери и травмы Эугенио Мены, он был переведён в основную команду. 21 сентября в матче против «Фигейренсе» Кажу дебютировал в бразильской Серии А. В 2015 году он помог клубу выйти в финал Кубка Бразилии и выиграть Лигу Паулиста. В марте того же года, после того, как об интересе к Кажу заявили итальянский «Удинезе» и испанская «Барселона», руководство «Сантоса» продлило контракт на с ним до 2019 года.

## Международная карьера
В 2015 году в составе молодёжной сборной Бразилии Жерсон принял участие в молодёжном чемпионате Южной Америки в Уругвае. На турнире он принял участие в матчах против команд Чили, Перу, Венесуэлы, Колумбии, Парагвая, Аргентины и дважды Уругвая.
Летом того же года Кажу помог молодёжной команды выйти в финал молодёжного чемпионата мира в Новой Зеландии. На турнире он сыграл в матчах против команд Португалии, Сенегала и Северной Кореи.

## Достижения
«Сантос»
- Победитель Лиги Паулиста: 2015

«Арис» Лимасол
- Чемпион Кипра: 2022/23
- Обладатель Суперкубка Кипра: 2023